# Пуналу'у
Пуналу'у насељено је место за статистичке потребе у америчкој савезној држави Хаваји. По попису становништва из 2010. у њему је живело 1.164 становника.

## Демографија
Према попису становништва из 2010. у граду је живело 1.164 становника, што је 283 (32,1%) становника више него 2000. године.
| Група             | 2000.       | 2010.       |
| Белци             | 277 (31,4%) | 381 (32,7%) |
| Афроамериканци    | 5 (0,6%)    | 18 (1,5%)   |
| Азијати           | 90 (10,2%)  | 100 (8,6%)  |
| Хиспаноамериканци | 53 (6,0%)   | 78 (6,7%)   |
| Укупно            | 881         | 1.164       |